# Kostake Teleman
Kostake Teleman, früher auch Costache oder Costake Teleman, (* 19. Mai 1933 in Bukarest; † 24. Dezember 2007) war ein rumänischer Mathematiker, der sich mit Differentialgeometrie, Topologie und theoretischer Physik befasste.

## Leben
Er bevorzugt den Vornamen Kostake, den er nach eigenen Worten früher in Rumänien nicht führen durfte (sondern unter Costache/Costake publizierte), da dies als dekadent galt.
Teleman besuchte das Gymnasium in Bukarest und studierte dort mit dem Abschluss 1955. Schon als Schüler war er Mitarbeiter der Gazeta Matematica si Fizica (wo er schon 1949 veröffentlichte). Schon als Student veröffentlichte er wissenschaftliche Arbeiten (zuerst 1953). Er wurde Assistent am Lehrstuhl für Geometrie und Topologie von Gheorghe Vrânceanu an der Universität Bukarest, bei dem er 1964 promoviert wurde (Les groupes maximums de movement des espaces de Riemann {\displaystyle V_{n}}). Er war ab 1967 Professor an der Universität Bukarest. Er unterrichtete mehrere Generationen von Geometern in Rumänien und war auch durch seine Lehrbücher bekannt.
Teleman befasste sich mit Riemannschen und pseudo-Riemannschen homogenen Räumen, teilweise mit Anwendungen in der Elementarteilchenphysik. Zum Beispiel klassifizierte er Lagrangedichten, die invariant unter der konformen Lorentzgruppe {\displaystyle SU(2,2)} sind. Sein Interesse für Elementarteilchenphysik begann 1971, als seine Ehefrau Mihaila Teleman in Paris bei Horia Hulubei auf diesem Gebiet promovierte. Er veröffentlichte damals auch mit seiner Frau eine Klassifikation von Elementarteilchen basierend auf der unitären Gruppe U(6).
Seine Brüder Nicolae und Silviu Teleman sind ebenfalls Mathematiker, ebenso wie sein Sohn Andrei Teleman und seine Tochter Ana-Maria Teleman. Seine Ehefrau Mihaela Teleman ist theoretische Physikerin. Mit allen hat er auch veröffentlicht, zum Beispiel mit seiner Tochter über Bäcklund-Transformationen und mit seinem Sohn über Casson-Henkel.
Er sollte nicht mit dem Mathematikprofessor in Berkeley Constantin Teleman, der auch C. Teleman zitiert wird, verwechselt werden.

## Schriften
- Grundzüge der Topologie und differenzierbarer Mannigfaltigkeiten, VEB Deutscher Verlag der Wissenschaften, Berlin 1968 (Rumänisches Original 1964, auch ins Russische übersetzt)
- mit Vranceanu: Euklidische Geometrie, Nichteuklidische Geometrie, Theorie der Relativität (rumänisch), Bukarest 1965
- mit Mihaela Teleman: Elemente der Gruppentheorie mit Anwendungen in Topologie und Physik (rumänisch), Bukarest 1973
- mit Mihaela Teleman: Anwendungen der Topologie in der Elementarteilchenphysik (rumänisch), Bukarest 1976
- Lokale und Globale Differentialgeometrie (rumänisch), Bukarest 1974
- Fundamentale Geometrie und Elemente der Mathematischen Physik (rumänisch), Bukarest 2006
- Methoden und Resultate in moderner Differentialgeometrie (rumänisch), Bukarest 1979

Er schrieb auch mehrere Schul-Lehrbücher über Geometrie.